# Phycanassa
Phycanassa là một chi bướm ngày thuộc họ Bướm nâu.